# Alfred Hartmann (Manager)
Alfred Hartmann (* 12. September 1894 in Duisburg; † 27. August 1967 in Bad Godesberg) war ein deutscher Beamter und Industriemanager.

## Leben und Beruf
Der Sohn eines Sanitätsrates studierte von 1913 bis 1917 Rechts- und Staatswissenschaften in Freiburg, München, Berlin und Bonn. Er war Mitglied der katholischen Studentenverbindungen KStV Bavaria Freiburg im Breisgau und KStV Rheno-Bavaria München im KV.  Nach dem Referendariat arbeitete er von 1923 bis 1935 als Oberregierungsrat im Reichsfinanzministerium, wo er hauptsächlich mit der Entwicklung der Umsatzsteuer befasst war. Bis 1933 war er zudem Mitglied der Zentrumspartei. Weil er sich weigerte, der NSDAP beizutreten, wurde er 1935 zunächst als Vorsteher an das Finanzamt Berlin-Friedrichshain und ab 1942 zum Rechnungshof des Deutschen Reiches versetzt, wo er u. a. mit der Überprüfung der sogenannten „Judenvermögensabgabe“ beschäftigt war. 1944 wurde er zum Kriegsdienst eingezogen.
Nach dem Zweiten Weltkrieg war Hartmann zunächst Vorsteher des Hauptzollamts München, bevor er Ende 1945 als Haushaltsreferent und später Leiter der Haushaltsabteilung in das bayerische Finanzministerium ging. 1947 zum Direktor der Verwaltung für Finanzen beim Wirtschaftsrat des Vereinigten Wirtschaftsgebietes in Frankfurt ernannt, war er maßgeblich an der Vorbereitung und Durchführung der Währungsreform 1948 beteiligt.
1949 trat er der CSU bei, und war von 1949 bis 1959 beamteter Staatssekretär im Bundesministerium der Finanzen.
Auch nach seiner Pensionierung blieb er dem Ministerium in beratender Funktion verbunden, z. B. als Mitglied des Wissenschaftlichen Beirats und Leiter einer Arbeitsgruppe zur Umsatzsteuerreform.
Bereits als Staatssekretär bekleidete Hartmann mehrere Aufsichtsratsposten in bundeseigenen Unternehmen, darunter auch des Energiekonzerns VEBA. Nach seiner Pensionierung 1959 wechselte er als Vorstandsvorsitzender zur VEBA, wo er bis 1965 verblieb, und leitete dort die Privatisierung des Konzerns ein. Nach seinem Ausscheiden aus dem Vorstand wurde Hartmann 1966 zum Ehrenvorsitzenden der Gesellschaft ernannt.

## Familie
Hartmann war verheiratet und Vater von vier Kindern, darunter des späteren VEBA- bzw. E.ON AG-Vorstandsvorsitzenden Ulrich Hartmann.

## Ehrungen
- Großes Bundesverdienstkreuz mit Stern und Schulterband (1956)
- Honorarprofessor der Wirtschafts- und Sozialwissenschaftlichen Fakultät der Universität Köln (1955)
- Ehrenvorsitzender der VEBA (1966)

## Veröffentlichungen
- Kommentar zum Umsatzsteuergesetz, Erich Schmidt Verlag, ISBN 3-503-03187-1 (erscheint heute unter der Autorenbezeichnung Hartmann/Metzenmacher)